# Murrumbidgee
Il Murrumbidgee è un grande fiume nello Stato del Nuovo Galles del Sud, Australia. È uno dei maggiori affluenti del fiume Murray.
La parola Murrumbidgee significa "grande acqua" o "posto molto bello" nella lingua Wiradjuri, il linguaggio degli aborigeni del luogo.
Il fiume nasce nelle Alpi Australiane ad un'altezza di 1600 metri, ha una lunghezza di circa 900 km ed il suo bacino idrografico è ampio oltre 80.000 km².